# 俺の屍を越えてゆけ2
『俺の屍を越えてゆけ2』（おれのしかばねをこえてゆけ2、英語名Oreshika: Tainted Bloodlines）は、ソニー・コンピュータエンタテインメント（現・ソニー・インタラクティブエンタテインメント）より2014年7月17日に発売されたPlayStation Vita専用ゲームソフト。SCEが発売した最後のPS Vita用ソフトでもある。

## 概要
『俺の屍を越えてゆけ』の正統続編で、第1作から数えて15年ぶりの完全新作となる。ゲームデザインは第1作と同じく桝田省治が担当。
プレイヤーは、一族惨殺から実行者復讐の為に復活を遂げ全国に散った者の一人として、短命かつ通常の人間との子を残せない呪いを持つ中で、神々や同じ呪いを受けた一族との子を残し繁栄させていく。最終的に惨殺実行者を倒すことが目的となる。RPGとしてはバックアタックとリーダーアサルトの概念があるシンボルエンカウントである。主人公は前作同様一族だが、物語は一族を復活させた女性「夜鳥子」と惨殺の実行者「阿部晴明」を軸に進行する。
海外版は英語版・フランス語版・ドイツ語版・中国語版がある。

### 新規要素
グラフィックが3Dモデルへの変化や、メモリー容量拡張による1000人ほどまでの家系図の延長、「鬼頭・陰陽士」といった職業の追加、通信機能による他プレイヤー一族への「養子」、呪われた一族の子孫同士なら交神と同様の子孫残しが可能な「結魂」(奉納点ではなく結納の為の「両」が必要)など、様々な要素が組み込まれている。前作の四つのゲームモードに加えて、通常時の時間経過は早いが、熱狂の赤い火の間の時間は遅くなる「どっさりモード」を追加している。赤い火の時の戦利品ルーレットの結果によっては更に赤い火が追加される。鬼神を天界に戻すアイテムはルーレットで緑文字で表記される。行動の選択に悩んだ時はコーちんに一任する事が出来る。ネットワーク課金要素として、特注武器の特殊能力のリセットや家紋の変更などがある。
プレイヤー毎に国の形や配置された迷宮が違い（ランダムで決まる）、船を入手後に行える遠征（出発した月の内には帰って来られない）を行わないと全ての迷宮を攻略できない。遠征では初期で入っている国の他にネットワークを通じて他のプレイヤーの領地にも出撃でき、祭具は入手できないがそこの百鬼祭りにも参加できる。本拠地となった国の位置によって夏と冬の長さの比率が違い、北は冬が長く、南は夏が長い。
迷宮内のボス（鬼神）の場所は固定されているがキャラクターはランダムで配置され、プレイヤーや進捗によって変化する。一度は改心し交神相手になった神が天界から逃げ出し再びボスになる事もある。配置されたボスによってその迷宮の敵の属性も変わり、敵シンボルの色でその属性がおおよそ知ることが出来る。ボスの手前には二つの黄金の柱が建ててあり、ボスの居るエリアではBGMが変化し相手の名前と体力が示される。ボスの祠に接触し○ボタンで戦闘を承認する事でボス戦が開始される。
祭具のある場所には大きな赤い提灯が乗った神輿が置かれており、これは各迷宮で年に一度、3月、6月、9月、12月のいずれかに宙に浮いた神輿の下に入り参加を承認することで百鬼祭りに参加できる。どこでどの月に百鬼祭りが行われるかはプレイヤーによってランダムで決まる。百鬼祭りでは時間経過無しで常時熱狂の赤い火状態であるが、後ろから山車（朧車）が移動してプレイヤーを押し出す強制移動ステージとなっている。自分のゲームデータ内の百鬼祭りの終点のボスを倒すと祭具を取り戻すことができ、街に祭りが戻り、神や鬼の力が増大する。2つ目以降の祭具奪還には必ず夜鳥子を討伐隊に加えなければならない。

## ストーリー
プロローグ
1118年（平安時代中期）夏、御所の宝物殿から「神から賜ったとされる5つの祭具」が忽然と消え失せた。それ以来、頻発する大災害や鬼の襲撃の中、これを祟りと恐れた帝は、信奉している阿部晴明を頼ったところ、彼は人身御供を口実に、帝に仕えたとある御所番の武家の一族全員を惨殺する。
惨殺され河原に頭蓋骨を置かれた一族のもとに「黄川人」と名乗る天界の使いが現れ、一族を惨殺に追い込んだ者への復讐を提案する。それと同時に、何倍もの速度で成長し2年ほどで寿命を迎えてしまう”短命の呪い”と、一般的な人との子を成せない”種絶の呪い”という2つの呪いが一族にかけられていることも告げる。
この呪いを覚悟の上で復讐の案を受け入れた一族の者たちは黄川人が連れてきた「夜鳥子」という名の謎めいた女性の命と引き換えに蘇り、鳥の姿となって全国へと散って行った。種絶の呪いを免れるため神々、および同じく呪いの一族たちとの子孫を残し、一族惨殺を行った者への復讐を糧に力を得るために。
序盤
とある地方の国に本拠を構えたプレイヤーの一族は、帝を操る阿部晴明を排除しようと目論む皇族・田鶴姫の密かな援助を得て、少しずつ一族は復興していき、地方に散った仲間たちを集めて力を蓄えていく。
そして一族の宿敵である阿部晴明と対面するが、晴明は不死身の身体を持っており殺すことができず、しかもその晴明を殺さないことには一族にかけられた呪いが解けないことが判明する。そして晴明は「自分を殺せ」と一族を挑発するとともに、あの夜鳥子を自分のもとに連れてくるよう要求する。
中盤
天界の最高神である太照天昼子は天界に幽閉されていた夜鳥子の封印を解き、プレイヤーの一族は転生の儀式を行って夜鳥子を一族の一員として迎えた。夜鳥子を伴って再び阿部晴明と対面した一族は、晴明の式神を倒す。すると式神は晴明ではなく、夜鳥子のもとへ戻った。そして夜鳥子は突然苦しみだし、失われていた記憶を断片的に取り戻し始める。晴明の式神はもともと夜鳥子が使役していた式神らしい。晴明と夜鳥子には深い因縁が存在するようだった。
終盤
謎を残して姿を消した阿部晴明を追ううちに、一族は阿部晴明と夜鳥子の過去の秘密に迫っていく。そして明らかになったのは、事の発端が、晴明の父と夜鳥子にあるということであった。
かつて神であった晴明の父は、夜鳥子と添い遂げる為に「三界を制する不死身の肉体」を必要としていた。晴明の父は、神と人間の子が不死である点に目をつけ、息子の身体を乗っ取ることで夜鳥子と添い遂げようと企んだが、夜鳥子の手により冥界に封印されていたのだった。
今また晴明の父は息子の身体を乗っ取り、主人公の一族に襲い掛かってくるが、一族は晴明もろともこれを討ち果たした。夜鳥子は晴明の父とともに冥界で眠りにつき、晴明は昇天して神に列せられた。

## 登場人物
夜鳥子（ぬえこ）
声 - 林原めぐみ
本作の物語の核心を担う人物で、ストーリーの主軸は一族よりも彼女に置かれている。実際に、一族に対して「無関係」と明言するキャラクターも登場する。1つ目の祭具を取り戻して以降は彼女を転生させなければストーリーを進行出来ない。また、一族に加わるものの、一族との交流描写はほとんど登場しない。
昼子が知らない理由で天界に封印されていた記憶喪失の女性。野ざらしにされた主人公一族を「反魂の儀」で自らの命を代償に蘇らせた女神。その際、甦ったばかりで頭蓋骨だけの姿であった主人公一族に体を食い荒らされた。黄川人曰く、彼が聞く限り唯一、神から人に戻れた人物とのこと。彼女を封印したのは先代の天界最高神である夕子（ゆうこ）であるという。
その後は天界で繭のような封印の中で眠っていたが、ある程度ゲームが進捗すると主人公一族に陰陽士として転生し、仲間としても加わる。短命の呪いを受けている点は主人公一族と同じだが、主人公一族と違い何度死んでも奉納点を支払う事で転生しプレイヤーキャラクターとして使える。ただし奉納点を支払っても交神は出来ず、隊長に任命することは出来ず、一族の写真に写る時も着物に着替えない。夜鳥子一人に100以上の遺言が用意されている。能力は転生ごとに強化されるが、一族の交神と違い地道に何度も転生させるしか強化ができない。その為、転生を怠ると一族の強さと釣り合わなくなってしまう。また、クリア後に見る事のできる一族史では転生させた回数だけ彼女が登場する事となる。
趣味は「鍋料理」で主人公一族に多大な影響を与えてくる事がある。
桝田省治著のライトノベル『鬼切り夜鳥子』（『俺の屍を超えてゆけ2』の初期構想が組み込まれた小説）に登場するキャラクター。
コーちん
声 - 福圓美里
黄川人が連れてきた少女。前作のイツ花のような、はっちゃけた口調の明るい性格だが裏表がなく率直である為時折辛辣なセリフを吐く。主人公一族の身の回りの世話や行動計画の代行を行う。
人間のように見えるが、獣の耳や尻尾が生えており、黄川人の話では実際はイタチらしく、人間の子供がけしかけた犬に半分喰われかけたところを彼が助けて一通りの事を仕込んだ上で主人公一族の下に向かわせた、とのこと。その為、彼女は黄川人への恩を返す為に主人公一族に使えている。出撃した主人公一族の後をイタチの姿で追ったりする。季節によって体毛の色が変化する。戦闘中、偶に術などを使用して主人公一族を助ける事があるが、失敗する事も多い。
桝田の提案により当キャラクターの名前が募集され、約800件の応募があった。しかし、桝田により「僕が仮に考えておいた名前の方がやっぱりインパクトある」「どう？ インパクトあるし、一度聞いたら忘れないでしょ」と前言撤回され、応募された名前は全て破棄され現在の名前となった。彼女のコンセプトは「コーチ」である。
黄川人（きつと）
声 - 高山みなみ
前作から引き続き登場する謎の少年。最高神たる太照天昼子の弟であり「気弱な弟」と自称するが、本人も天界第2位の神である。神としての名は「朱星ノ皇子」。前作同様、皮肉な口調と発言をするおしゃべりで、迷宮などの世界観を紹介する役目をしている。命を落とした主人公一族を復活に導く。ちなみに、自分の都をつくる野望は未だに諦めていないらしく、あれこれと目星を付けている模様。
阿部晴明（あべのせいめい）
声 - 平川大輔
前作で御前試合最強の敵「阿部晴明社中」の大将として登場していた陰陽士。本作の主人公一族を惨殺し、呪いをかけた張本人。物静かだが慇懃な口調。帝からの信頼も厚い。本人も黄川人にも理由は分からないが、首を刎ねられようが心臓を貫かれようが、どんな怪我をしてもすぐに回復してしまう不死身の肉体を持ち、自分を殺さない限り主人公一族の呪いは解けない、お母さんのように抱きしめてくれたら呪いを解いてやってもいいと挑発する。そのため、黄川人からは「本当に人なのか？」と疑念を持たれている。
ストーリー中盤から夜鳥子に執着している姿が見受けられ、夜鳥子をパーティに入れてくれないとイベントが進行しなくなる。
鬼頭（おにがしら）
声 - 中尾隆聖
晴明の持つ腹話術師の人形のような鬼頭。晴明とは正反対におどけた態度で話す。
田鶴姫（たづひめ）
声 - 加藤英美里
帝の孫娘である女性。晴明を倒すために黄川人の紹介で主人公一族の下へ訪れた。仲介役となった黄川人曰く、「正義感の背中を押してやれば人は簡単に堕ちる」との事。
かなり長い髪をしており、赤系の色が多い着物・足袋・草履の格好をしている。
帝を虜にした晴明を憎んでいるらしく、「晴明討つべし」と主人公一族を助ける。但し、その手段は朝廷から船を盗む、と言った過激な行動になることもある。
4つ目の祭具を奪還後、晴明に誘拐されるが一族に救出され、その後はほとんど登場しない。
力丸（りきまる）
声 - 白熊寛嗣
田鶴姫の警護を任されている武士。生真面目で実直な性分。田鶴姫の事を大事に思っており、彼女が自分ではなく主人公一族を頼った事や主人公一族に肩入れすることを快く思っておらず表立って行動することはないが登場の度に一族に対して悪態をついている。しかし、それと同時に一族の強さや自分の無力さを痛感しており、彼女の為だと思って放任している（但し、彼女の行いの責任は全て主人公一族に被せるつもりらしい）。
主人公一族が4つ目の神器を奪還した後、田鶴姫と共に晴明に攫われ、晴明に鬼頭を無理矢理被せさせられ主人公一族と戦わせられ、「姫を守れる力がほしかっただけ」と無念を口にしつつ命を落とした。その後、彼の名前は他の鬼頭同様名前を書いても音に出しても表記されなくなり、月報や鬼録にも名が残らない。
太照天昼子（たいしょうてん ひるこ）
声 - 吉田小南美
天界の最高神で、黄川人（朱星ノ皇子）の姉。前作同様その言動は力任せに事を進めるなど大雑把ではっちゃけており、黄川人や晴明とは別な方向で腹が読めない。天界では新参者なのに天界で一番偉く、尚且つ謀略を巡らせる性分の為、天界には彼女に反発する者達が少なからずいるという。
ストーリー終盤では主人公一族の倒れた先代達の力を借りた「昼子スペシャル」で道を切り開く手助けをしてくれる。
迷宮で遭遇する鬼神には、昼子の命令で主人公を鍛えようとする者と、昼子への反発などから天界から逃げた者がいるが、それ以上に単なる暇潰しで主人公一族に喧嘩を吹っかける者が多い。また夜鳥子や『とある神』に執着している神も多い。

## 世界観
晴明曰く、この世界では天界・人間界（地上）・冥界を気が循環する機構があったが、何者かが冥界へ気を送る機構を止めた為に世界の均衡が乱れているという。その為、晴明は祭具に細工をして祭りの熱気を冥界にも流れ込むようにしてしまい、このせいで、主人公一族が祭具を取り戻す毎に鬼達も強くなってしまう。祭具を作り祭りを始めたのは晴明の父であると言う。黄川人曰く、人間の信仰心は天界の神にとってご飯みたいな物で、祭りが絶えると人々が神を拝む機会が減るため天界に信仰心が届かなくなり、神の力が減ると言う。冥界に流れる気を止めていたため、人間界の気は長らく天界が総取りしていた。人間界では天界の神の姿は移ろいやすい。
黄川人曰く、過去に不老不死を求めたり、天界に行こうとした人間が多くおり、その手段として高い建造物を建てたり神の力が有るとされる場所に赴こうとしたが誰一人果たせなかったと言う。この件に関しては、人間をけしかけた神と、この行動を阻止しようとした神がいたとも言う。この名残が主人公たちが赴く迷宮の由来とされる。
ある鬼神によると、現最高神である昼子を支持する神と、先代の最高神である夕子（ゆうこ）を支持する神と、日和見の神の比率は4:3:3であるという。

### 迷宮
天衝くどん（てんつくどん）
太い蔦が幾つも絡まって天にそびえている構造物。昔、大男が槍を持ってここを登り天を衝こうとしたところ、ドンと雷が槍に落ちてしまった事からこの名が付いたとされる。
ねうねう亭
外見からして猫の意匠にあふれ、内部は鬼以外に猫が大勢いる猫屋敷。猫のトイレのような巨大な砂場（落とし穴）や、宙に浮くリフトなどが存在する。黄川人にもここがどうしてこうなったのか由来が分からないと言う。
根の子参り
その場所の照明と同じ色の松明を入手しないと床が暗闇で見えない。
焔獄道
入った者の罪悪や霊魂すら焼き尽くすとされる炎に満ちた洞窟。
竜宮渡り
夏と冬で潮位が違い、通れるルートが変わる海岸。
富士見ヶ原
季節によって風景や道が変わる密林。ここから富士山を見ることが出来た者は不死身になると言われる。その為、訪れる者が後を絶たず、その大半が帰って来なかったため「不帰（かえらず）の森」の二つ名が有る。何者かが水流を弄ったらしく、その仕掛けを外すと構造が変わる。
七色温泉
傷付いた鬼達が湯治に訪れる温泉。湯船に入ると、その色に対応した別の湯船に飛ばされる。
氷結道
時間を止めれば不老不死になれる、と考えた者が作ったという氷の洞窟。氷結した通路は滑りやすい。
龍穴鯉のぼり
ここの水は全ての罪悪を洗い流す、と言う噂がある（黄川人曰く「そんな都合のいい話、ある訳無いだろ。」）渓流。鬼達がその噂にあやかろうとした結果、鬼が集まってしまった。水脈が富士見ヶ原と繋がっており、富士見ヶ原の水門を弄ると、ここの地形も変わる。
競騒回廊
火時計の炎がすべて消えるまでの間に鬼神を倒したり宝箱を開ける毎に得られる点数を競う、ユーザー同士の対戦専用の迷宮。

## スタッフ
- ゲームデザイン - 桝田省治
- シナリオ - 桝田省治、生田美和
- キャラクターデザイン - 佐嶋真実
- 音楽 - 樹原孝之介：前作の音楽担当樹原涼子の息子。
- アニメ制作 - 旭プロダクション
- 題字 - 金澤翔子

### 主題歌
WILL（作詞・作曲・編曲 - 樹原孝之介、歌 - 樹原涼子）

### キャスト
- 市来光弘
- 柿原徹也
- 金光宣明
- 後藤ヒロキ
- 小西克幸
- 櫻井孝宏
- 櫻井トオル
- 沢木郁也
- 白熊寛嗣
- 鈴木達央
- 立花慎之介
- 利根健太朗
- 中尾隆聖
- 羽多野渉
- 平川大輔
- 前野智昭
- 三宅健太
- 最上嗣生
- 山下誠一郎
- 山下大輝
- 山本祥太
- 阿澄佳奈
- 五十嵐裕美
- 伊藤静
- 上田麗奈
- 内田真礼
- 甲斐田裕子
- 鷄冠井美智子
- 加隈亜衣
- 加藤英美里
- 金元寿子
- 斎藤千和
- 佐藤利奈
- 高垣彩陽
- 高山みなみ
- 東條加那子
- 豊口めぐみ
- 原由実
- 福圓美里
- 藤村歩
- 松井恵理子
- 村川梨衣
- 吉田小南美

## 用語
反魂の儀
死んだ者の魂を冥界から人間界に呼び戻し、蘇生させる術。白骨化した者も甦らせられるが、呼び戻せる魂は術者の血縁の者に限られる。

## パラメーター

### 職業
剣士
前作から引き続き。
攻撃力・防御力に優れ、重装備だが原則単体攻撃しか出来ず前列のみしか攻撃できない。
装備は比較的集まりやすい。
薙刀士
前作から引き続き。
前列配置なら敵前列全体に攻撃が出来て攻撃力もそれなりに高い。
術能力も高いので非常に使い勝手が良い。
弓使い
前作から引き続き。
原則単体攻撃だが敵の配置場所を問わず攻撃可能で攻撃力もそれなりに高い。
ピンポイントアタッカーで頼りになるが、終盤になると敵の回避率が高くなるため苦戦を強いられることも増える。
槍使い
前作から引き続き。本作では初期選択も可能になった。
攻撃力・防御力に優れる。前列配置なら前列の敵を貫通して後列配置の敵も攻撃可能。
拳法家
前作から引き続き。本作では初期選択も可能になった。
前列配置なら後列の敵一体に跳び蹴りを食らわせることも出来る。
また攻撃が多段ヒットするため一発一発は軽いが総ダメージではかなりのものになる。軽装だが回避率が高い。
壊し屋
前作から引き続き。本作では初期選択も可能になった。
攻撃力・防御力は極めて高いが素早さが低く、命中率も低い。
当たれば一撃必殺だが肝心なところで当たらないことも多い。
踊り屋
前作から引き続き。本作では初期選択も可能になった。
攻撃力は低いが列全体に攻撃可能。術能力に優れ、回避率も高い。
大筒士
前作から引き続き。本作では初期選択も可能になった。
単発タイプと散弾タイプの装備選択が可能で戦闘中の装備変更も出来る。
単発は弓使いとほぼ同様。散弾は攻撃力こそ劣るが後列配置なら列攻撃可能で、前列配置だと敵全体に攻撃可能。
ただ、比較的遅いことに加え、非常に狙われやすいので前列に出るタイミングが鍵。
鬼頭（おにがしら）
「2」で追加された途中で選択可能になる職業の一つ。
一族で分家かつ男性のみなることができる職業で、いわば狂戦士ともいうべき操作を受け付けない強力な攻撃を重視した職業。鬼頭は存命している一族中一人しかなることができず、なった者が死亡するまで次の鬼頭を選ぶことはできない。
選択すると鬼の面をかぶり容姿が一変する。代償として、鬼頭になった一族の者は戸籍が黒く塗りつぶされ子孫も残せない事実上の戸籍抹消状態になる。
選択可能になる終盤にもなると術や奥義の併せが重要になるため、術や奥義が使えないことはかなりのハンデ。また、余命もわかりづらいなど難点が多い。
陰陽士（おんみょうし）
「2」で追加された職業の一つ。物語の進行によって主人公一族の一員として転生する夜鳥子専用の職業。
夜鳥子自身が主人公一族と同等の呪いを持って転生するが、死のたびに転生させることが可能である。
他職の奥義に代わるものとして式神を召喚して戦うことが可能。
特定条件を満たすと一族も選択可能になる。

## バージョンアップ
- バージョン1.01と1.02（平成26年7月17日） - 奉納試合で戦勝点と奉納点を取得が可能になった。他、細かい修正など[11]。
- バージョン1.03（平成26年9月10日） - 各種数値や名称の調整・変更。前作から家系図を引き継いだ一族を表示する際、特定の前作のセーブデータのでハングアップする不具合の修正。他、細かい修正など[12]。
- バージョン1.04（平成26年9月26日） - 百鬼祭り開催中の迷宮が消滅し物語の進行が不可能になるバグ、セーブ時にエラーが発生しセーブデータが破損する不具合の修正[13]。
- バージョン1.05（平成26年10月2日） - バージョン1.03の不具合で破損したセーブデータを修復する処理[14]。
- バージョン1.06（平成26年12月24日） - 細かい修正など[15]。
- バージョン1.07（平成27年1月20日） - 一度もネットワークに接続していないセーブデータで「競騒履歴」を確認するとハングアップする不具合の修正。他、細かい修正など[16]。
- バージョン1.08（平成27年2月26日） - 祭り迷宮の位置が移動しないように変更。他、細かい修正など[17]。

## その他
- 本作の発売直前に宣伝として紹介番組がファミ通TUBEで放送された。出演声優である五十嵐裕美とゲーム実況者ガッチマンを中心に、1作リメイク版で「五十嵐一族」をゲストを交えながらプレイ。ゲストを一族に加えたり、「2」での製品情報を開示していった。また「2」発売後に第2弾として続編（全7回）が放送された。
  - 放送日：6月4日、6月11日、6月18日、6月25日、7月3日、7月10日、7月17日[18][19]。
  - 出演者：ガッチマン、五十嵐裕美、ゲーム製作スタッフ2名、他関係者ゲスト。
- 前作のジャケットや説明書に写っている子供は桝田の子供ではないかと言われていたが2人とも桝田の子供ではない[20][21]。この２人は、「２」の予約特典のスペシャルコミックブックの表紙用にも起用された。

### 評価
本作は『週刊ファミ通』2014年7月24日号の新作ゲームクロスレビューで36点を獲得しプラチナ殿堂入りを果たした一方、本作の物語は一族に加わる夜鳥子を中心に進んでいき、彼女を討伐隊に入れなければ物語を進める事ができないため、一族に愛着を持つプレイヤーによる批判がゲームデザイン担当の桝田省治に殺到することになった。また、彼女の性質が遺伝する、必要な奉納点が多い、交神する神が頻繁に地上に降りるなどのシステム面の苦情も寄せられた。
これに対し桝田省治は小説『鬼切り夜鳥子』は俺屍の続編としての構想を小説化したものであり、『俺の屍を超えてゆけ2』制作のモチベーションを維持できた要因として夜鳥子の存在を挙げ、夜鳥子がいない本作は想像できなかったと述べている。しかし、前作で人気のあった男神が夜鳥子への想いを口にすることが多く、神様への思い入れの強いファンを裏切ってしまったことについて謝罪した。
日本国内での発売初週における販売本数は93,775本（メディアクリエイト調べ）。

### webラジオ
『俺の屍を越えてゆくラジオ』のタイトルでファミ通.comで配信されていたラジオ番組。第0回は2014年7月19日に配信され、後藤ヒロキがパーソナリティを務める「日本男児編」は2014年8月7日から10月4日まで隔週土曜日に配信（第1回は木曜日に配信、全5回）、加隈亜衣がパーソナリティを務める「大和撫子編」は2014年8月16日から10月11日まで隔週土曜日に配信（全5回）された。

### 関連商品
- 俺の屍を越えてゆけ２公式ガイドブック（株式会社KADOKAWA）
- 俺の屍を越えてゆけ２オリジナルサウンドトラック（ティームエンタテインメント）
- その他、ステッカーやポストカード、キーホルダーなど